# РУОР (футбольный клуб)
РУОР (Республиканское училище олимпийского резерва) — белорусский футбольный клуб из Минска, существовавший в 1994—2004 годах.

## История
Основан в 1994 году как старшая команда при Республиканском училище олимпийского резерва (г. Минск). Домашний стадион — ОСК «Стайки». В 1995 году дебютировал на профессиональном уровне во второй лиге Беларуси. В 1995—1997 годах был аффилирован с клубом МПКЦ (Мозырь), носил названия МПКЦ-2 и МПКЦ-96 (МПКЦ-2 Мозырь — в 1995, МПКЦ-2 Минск — в 1996, МПКЦ-96 Минск — в 1996—1997 годах). Из-за этого, несмотря на высокие результаты, не смог повыситься в первый дивизион по спортивному принципу, так как являлся фарм-клубом. В 1998 году партнерство с МПКЦ было прекращено. До 2003 года продолжал выступать во второй лиге. Старшая команда завершила своё существование в 2004 году, однако на юниорском уровне клуб продолжает существовать и на момент 2020 года, являясь базовой командой для футбольной академии Белорусской федерации футбола.
Весь период существования главным тренером клуба был Юрий Антонович Пышник. Среди воспитанников клуба многие впоследствии выступали в сборной Беларуси, в том числе Артём Концевой, Леонид Ковель, Дмитрий Ленцевич, Юрий Жевнов, Александр Мартынович, Виталий Кутузов, Антон Путило.

## Чемпионаты Беларуси
| Сезон | Лига                        | Место    | И  | В  | Н  | П  | Мячи  | О  |
| ----- | --------------------------- | -------- | -- | -- | -- | -- | ----- | -- |
| 1995  | Третья лига (Д-3), зона «А» | 1 из 11  | 10 | 7  | 2  | 1  | 24-6  | 23 |
| 1996  | Третья лига, зона «А»       | 3 из 14  | 28 | 21 | 5  | 2  | 73-19 | 68 |
| 1997  | Третья лига, зона «А»       | 3 из 14  | 28 | 16 | 5  | 5  | 57-22 | 53 |
| 1998  | Вторая лига (Д-3), зона «А» | 4 из 14  | 26 | 14 | 6  | 6  | 31-17 | 48 |
| 1999  | Вторая лига, зона «А»       | 3 из 13  | 24 | 13 | 5  | 6  | 40-22 | 44 |
| 2000  | Вторая лига, зона «А»       | 9 из 12  | 22 | 8  | 4  | 10 | 31-32 | 28 |
| 2001  | Вторая лига                 | 4 из 18  | 34 | 19 | 7  | 8  | 65-29 | 64 |
| 2002  | Вторая лига                 | 10 из 13 | 24 | 5  | 10 | 9  | 24-34 | 25 |
| 2003  | Вторая лига                 | 4 из 12  | 22 | 7  | 3  | 10 | 43-17 | 43 |